# 真・三國無双 (PSP)
『真・三國無双』（しん・さんごくむそう）は、2004年12月16日にコーエーから発売されたPlayStation Portable用のアクションゲームである。2007年10月4日にPSP the Best版として、価格改定版が発売されている。
PlayStation 2用ソフト『真・三國無双3』をベースにしているが、純粋な移植作品ではない。また、PS2のアクションゲームで本作と同名の『真・三國無双』とは全くの別作品である。

## システム
今作はPSPという携帯ゲーム機ということもあり、PSPならではのシステムが多数搭載されている。

### エリア戦闘
ゲームは、戦場が小さいエリアに分割されエリア間の移動を指定する「タクティカルパート」とエリア内での戦闘を行う「アクションパート」を繰り返して進行する。エリアは主に通常の「野戦場」、倒された軍団が復活する「砦」、制限時間と体力回復にかかわる「兵糧庫」、「砦」と「兵糧庫」の効果をあわせ持つ「本陣」があり、相手の「本陣」の戦意ゲージを0にすれば勝利となり、逆に自軍の「本陣」の戦意ゲージが0になれば敗北となる。これまでの無双シリーズと違い、総大将はプレイヤー以外でも撃破できるが、敵「本陣」の戦意ゲージはプレイヤーが攻め込まないと2未満にならない。

### 戦意ゲージ
エリアには自軍敵軍共に武将や兵士の数によって「戦意」が存在し、時間が経つことで徐々に減っていくが、武将を撃破する、兵士を倒す、副将の技能を使うなどして敵の「戦意」を早く減らせられ、味方の「戦意」を回復する副将技能もある。相手の戦意ゲージを0にすればエリアを制圧したことになり、次のエリアに進むことができる。しかし、プレイヤーの体力がいくら残っていても自軍の戦意が0になるとそのエリアから撤退しなければならなくなる。

### 兵糧
今作の時間制限としては兵糧制度を導入している。エリアで戦闘している間は兵糧が減っていき、0になると敗北になる。兵糧は戦場の「兵糧庫」を制圧することで増え、制圧されると減る。また、今作は敵を倒しても敵は肉まんなどの回復アイテムを落とさないが、兵糧庫のエリアまたは本陣のエリアに移動することで、制限時間を消費してプレイヤーと副将の体力を全回復することができる。

### 戦場内レベル
無双モードやフリーモードで武将は戦場内のみのレベルがあり、攻撃方法はこの戦場内のレベルによって変わっていく。武器は戦場内のみで成長するため、次のステージに進んでも攻撃は4連続に戻る。

### 副将
プレイヤーは特殊能力を持つ副将のうち自分自身とその戦場に登場する者を除く者を連れての戦いができる。武将には統率力という数値があり、副将には強さにあわせて階級という数値がコストとして設定されている。プレイヤーは副将を階級合計が自分の統率力以下になるように4人まで連れて行くことができる。副将を引率できる回数には1人ひとり制限があり、アクションパートで1度でも倒されてしまってからシナリオをクリアした副将は1回消費されたまま補充されないが、まったく倒されてしまわないままシナリオをクリアした副将はまた1回追加されるので実質減らない。他の条件で獲得した際に1度に複数回加算されることもある。副将には技能という特殊能力があり、アクションパート中かつ象に騎乗していないときに方向キーの右で副将にカーソルを合わせ、『真・三國無双3』における名乗りの動作をして技能を使用することができる。能力は「体力回復」や「自軍戦意ゲージ回復」、「敵軍戦意ゲージ減少」などがある。副将にはプレイヤーが使用可能な無双副将も存在するが、その他副将には三國志シリーズの顔が個々の武将に表示される。無双モードをクリアした時に、士官している副将の数が50名以上なら蔡文姫と水滸伝の女性、100名以上なら戦国無双の、150名以上なら『戦国無双 猛将伝』の武将が一度につき1人手に入る。

## 音楽
エンドクレジットの音楽が変更され、ゲーム中BGMのメドレーになった。